# Baiser (pâtisserie)
Le baiser est une pâtisserie originaire de la ville belge de Malmedy, en Wallonie. Des variations se retrouvent dans celles de Ciney, de Dinant, de Marche-en-Famenne, de Mons, de Namur, de Gembloux, de Neufchâteau ou de Rochefort.

## Présentation
Chaque baiser se compose de deux pièces de pâtisserie meringuées, soudées par une crème chantilly, au beurre, ou glacée.

## Histoire
Le baiser de Malmedy aurait été inventé au milieu du XIXe siècle par le pâtissier Rodolphe Wiertz, originaire de Hellenthal, cuisinier à l'Hôtel International de Spa, puis repreneur de la pâtisserie de son beau-père Oswald Villers, à Malmedy. Il aurait d'abord été commercialisé sous le nom de blankès mèringues (« meringues blanches »), puis, à partir des années 1930, sous celui de baiser, par analogie ; la soudure des deux meringues rappelant celle de deux bouches s'échangeant un baiser.

## Préparation
- Des meringues :
  - battre des blancs d'œufs en neige avec un peu de sucre en poudre ;
  - mélanger du sucre en poudre, des amandes en poudre, et de la farine ;
  - incorporer d'un geste enrobant la mixture aux blancs d'œufs en neige ;
  - à l'aide d'une poche à douille, faire des petits tas de pâte, et parsemer d'amandes ;
  - cuire à 160 °C, au four, pendant une quarantaine de minutes.
- De la crème au beurre :
  - mettre un fond d'eau dans un poêlon et y cuire du sucre, à 120 °C, jusqu'à obtention d'un sirop ;
  - battre des œufs entiers dans un cul de poule et y incorporer le sirop tout en fouettant la préparation ;
  - fouetter jusqu'à refroidissement ;
  - battre du beurre ramolli, ajouter quelques gouttes d'extrait de vanille, puis la mixture précédente ;
  - souder les meringues avec la crème au beurre, à l'aide d'une poche à douille[3].

## Variations
À la suite de Malmedy, plusieurs villes wallonnes développent des variations du baiser originel.
Ainsi, à Marche-en-Famenne, les macarons se substituent aux meringues, et à Namur et Gembloux, ces dernières sont remplacées par des coques farineuses.
De la même façon, les crèmes chantilly ou glacée peuvent souder les meringues en lieu et place de la crème au beurre traditionnelle.